# الدوري السويدي الدرجة الثانية 1926–27
الدوري السويدي الدرجة الثانية 1926–27 (بالسويدية: Division II i fotboll 1926/1927)‏ هو موسم من الدوري السويدي الدرجة الثانية. فاز فيه نادي ساندفيكين.